# Plácky (Hradec Králové)
Plácky (německy Platzka, Platz) jsou místní část statutárního města Hradec Králové, nachází se na severu města. Působí zde komise místní samosprávy Plácky, jejíž působnost se však vztahuje i na část území sousedící části Věkoše.
Plácky je také název katastrálního území o rozloze 1,68 km2.
Plácky byly až do roku 1942 součástí tehdy samostatné obce Plotiště nad Labem.